# Чезаре Ловаті
Чезаре Ловаті (італ. Cesare Lovati; 25 грудня 1891, Буенос-Айрес — 22 липня 1961, Варезе) — італійський футболіст, півзахисник. По завершенні ігрової кар'єри — футбольний тренер.
Як гравець насамперед відомий виступами за клуб «Мілан», а також національну збірну Італії.

## Клубна кар'єра
У дорослому футболі дебютував 1910 року виступами за команду клубу «Мілан», кольори якої і захищав протягом усієї своєї кар'єри гравця, що тривала тринадцять років.

## Виступи за збірну
1920 року дебютував в офіційних матчах у складі національної збірної Італії. Протягом кар'єри у національній команді, яка тривала усього 2 роки, провів у формі головної команди країни 6 матчів. У складі збірної був учасником футбольного турніру на Олімпійських іграх 1920 року в Антверпені.

## Кар'єра тренера
Протягом 1922—1923 років виконував обов'язки граючого тренера «Мілана», а завершивши виступи на футбольному полі, 1923 року, очолив тренерський штаб «Аталанти».
В подальшому очолював команду клубу «Монца».
Останнім місцем тренерської роботи був клуб «Сереньйо», команду якого Чезаре Ловаті очолював як головний тренер до 1935 року.